# Eubelum lubricum
Eubelum lubricum är en kräftdjursart som beskrevs av Gustav Budde-Lund 1885. Eubelum lubricum ingår i släktet Eubelum och familjen Eubelidae. Inga underarter finns listade i Catalogue of Life.